# متوح
متّوح هي قرية مغربية غرب المملكة. تنتمي متّوح لإقليم الجديدة الساحلي جنوبي الدار البيضاء. تضم هذه القرية 25.587 نسمة (إحصاء 2004).